# Louis Laloy

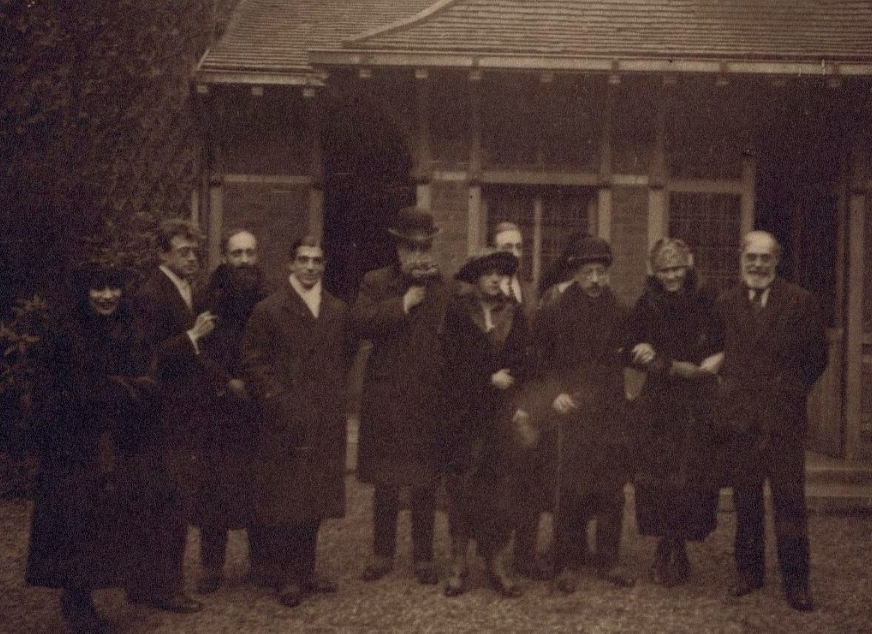
Mme Laloy, Louis Laloy, Ansermet, Massine, Diaghilev, Karsavina, Stravinsky, Misia Sert et Jacques Rouché.

Louis Laloy (Gray, 18 febbraio 1874 – Parigi, 4 marzo 1944) è stato uno scrittore e musicologo francese.

## Biografia

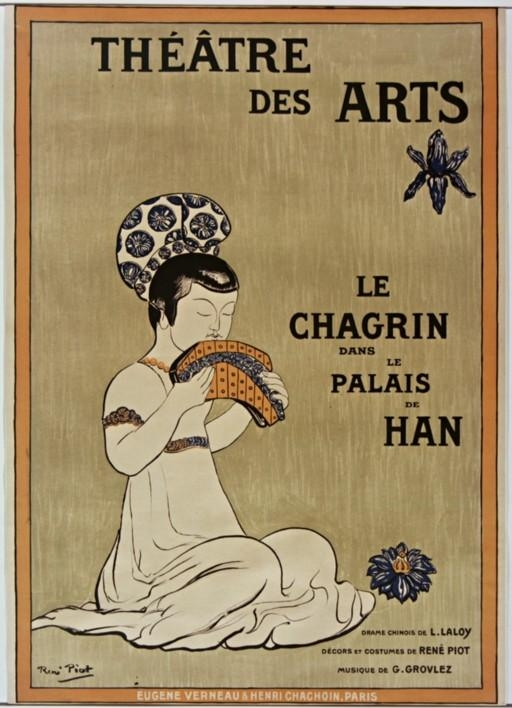
Le Chagrin dans le palais de Han, dramma di Louis Laloy.

Fu un brillante studente del liceo Henri-IV, poi allievo dell'École normale supérieure.
Da giovane ha studiato musica alla Schola Cantorum (1899), dove ricevette l'insegnamento del compositore Vincent d'Indy. Nell'istituto ha frequentato le lezioni di canto gregoriano, sotto la guida del monaco André Mocquereau, direttore della rivista Paléographie musicale dell'abbazia di Solesmes
Si laureò in lettere. Parlava correntemente otto lingue: francese, inglese, tedesco, italiano, latino, russo, greco e cinese.
Ha insegnato storia della musica alla Università di Parigi, alla Sorbona, al Conservatorio di Parigi, e dal 1915 assunse l'incarico di segretario generale dell'Opéra di Parigi.
Ha collaborato come critico musicale con la Revue Musicale, con la Revue des deux mondes; inoltre ha fondato il Mercure Musical, che nel 1907 venne rinominato Bullettin français de la Société Internationale de Musique. È l'autore del libretto di Padmâvatî, opera orientaleggiante del 1923 di Albert Roussel.
Fu intimo amico e primo biografo di Claude Debussy, e scrisse libri sui suoi contemporanei Maurice Ravel, Igor Stravinsky, Erik Satie, Paul Dukas.
Tra le sue pubblicazioni, annoveriamo: Les anciennes gammes enharmoniques (1899); Le genre enharmonique des Grecs (1900); Aristoxène de Tarente et la musique de l'antiquité (1904); Rameau (1907); Claude Debussy (1909).